# Erik Pevernagie

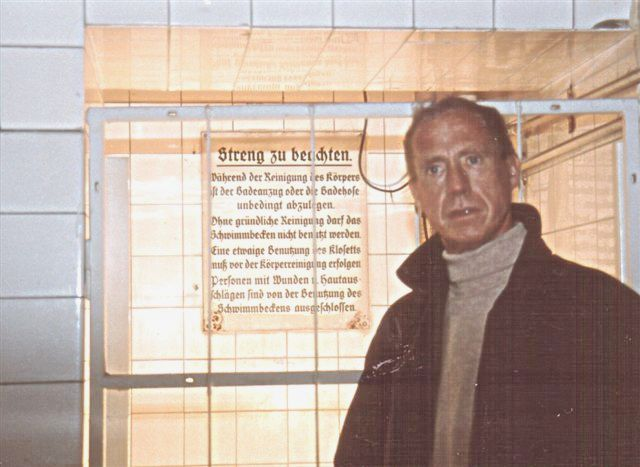
Erik Pevernagie: Berliner Ausstellung

Erik Pevernagie (* 27. April 1939) ist ein belgischer Maler und Schriftsteller. Er lebt in Uccle/Ukkel (Brüssel). Er malt meist in Öl auf Leinwand in abstraktem Stil. Sein Hauptthema ist der Mensch in seiner Umgebung.

## Werk
Pevernagie kombiniert in seinen Werken abstrakte und bildliche Elemente und verbindet geometrische Farbflächen mit Personen oder architektonischen Räumen. Er verwendet Materialauflagen wie Sand und Metallspäne, die seinen Bildern ihre besondere Oberflächenstruktur verleihen. Lichtreflexionen gebenden einzelnen Flächen eine nuancierte Farbigkeit. Er stellte unter anderem in Ric's Art Boat in Stadt Brüssel, Palais des Expositions in Namur sowie in Berlin, Düsseldorf, Paris, Antwerpen, New York City, Amsterdam, Lucca (Italien) aus.

## Kritiken

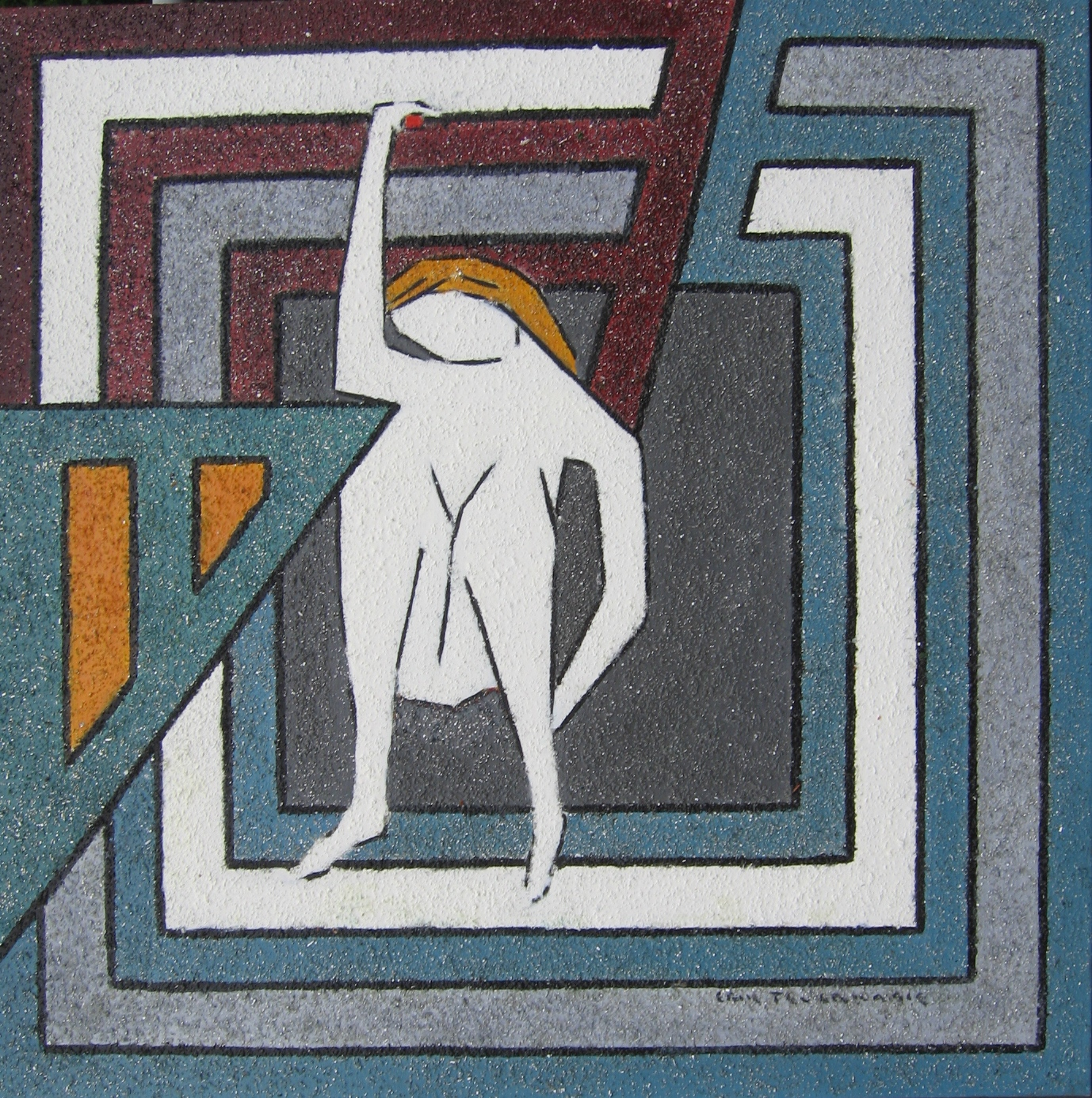
Erik Pevernagie. Had silence become so heavy and unbearable(100 × 100), oil & metal on canvas

- „Seine Kunst, die zweifellos matieristisch und sensuell ist, besitzt auch eine wirkliche, menschliche Botschaft und ruft ein Bewusstwerden ohne Kompromisse hervor.“ (Nagel, Stuttgart).[2]

- „Der Mensch steht im Mittelpunkt seiner Werke. Gleichzeitig ist er integriert in seiner natürlichen Umwelt. Man könnte sogar sagen, dass er manchmal von seinem Umfeld aufgesogen wird. Andererseits scheint Pevernagie dies abzuleugnen, da er Graffiti in seine Werke einführt. So will er die Einsamkeit in der Welt und die Entfremdung im städtischen Gewebe bezeugen.“ (Bénézit, Paris)[3]

- „Der Maler Erik Pevernagie räumt in seinen Gemälden dem Menschen eine ausschlaggebende Stelle ein, denn er nimmt besonders Rücksicht auf die Welt, in der er lebt. Der Mensch, der wieder in seine Umwelt gesetzt wird, scheint von den Elementen, die ihn umgeben, aufgelöst. Diese Umwelt wird dabei vom Künstler mittels Graffiti hervorgebracht. Die delikaten Farbstriche, die halb – abstrakten, halb – figurativen Formen, und die besondere Einstellung der Bilder tragen dazu bei, das Subjekt, dessen Leben bloß als Schein vorkommt, aufzulösen. ( ....). Jene Figuren stehen unter ständiger Spannung, als ob sie etwas anderem entgegen sehen, einem anderen Leben.“ (Le Vif/l’Express)[4]

- „Für mich ist es sogar noch mehr die Form, die man wahrnimmt, als die Idee des Malers, die mich überrascht und entfremdet. Erik Pevernagie geht offensichtlich von einer Situation im Alltag aus. Die Form, die Struktur zwingen sich selbst auf und verursachen einige Störungen. Die Leinwand ist fast leer. Es gibt keine schwerfälligen Details. Keine technischen Tricks. Ich sehe ein, dass es die „Details“, die kleinen Gegenstände des Lebens sind, die uns umgeben und die den Rahmen bilden, durch den wir die Welt sehen, und die den Gedanken anregen und fördern. Dies sind die Objekte, die häufig die innere Welt bei vielen Menschen ersetzen.“ (L. Krasnova)[5]

## Bibliographie
- The Dictionary of International Biography, Melrose Press Ltd, Ely, Cambridgeshire, UK, 20
- Dictionnaire de Référence, Bénézit, Paris, Gründ, 1999
- Le Delarge, Le Dictionnaire des arts plastiques modernes et contemporains, 2009–2012
- Le Dictionnaire des artistes plasticiens en Belgique 1800–2002, Arto, 2003
- Dictionnaire des artistes plasticiens belges, P.Piron, 2003
- Beeldend Benelux, Petrus Maria Josephus Emiel Jacobs, Encyclopédie: (Le-Po), Tilburg, 2000, S. 603
- Guida Internazionale delle Belle Arti, 2015, MP PROGETTI, Italia, S. 109.
- Goodreads: Erik Pevernagie Quotes
- Literary Quotes Pevernagie
- Quotes of Pevernagie selected and illustrated by his readers
- About the philosophy of the Painting of Pevernagie
- Erik Pevernagie: "Words of Wisdom" - 12 March 2020, ISBN139798611994962[6]
- "Let Us Say More And Speak Less" - Erik Pevernagie, Kindle Edition, Published 3 December 2020,[7]
- "Stilling our Mind" - Erik Pevernagie, Independently published-ISBN13: B09BYDNP5H Published 4 August 2021,[8]